# Unione Sportiva Livorno 1940-1941
Questa voce raccoglie le informazioni riguardanti l'Unione Sportiva Livorno nelle competizioni ufficiali della stagione 1940-1941.

## Stagione
Dopo la pronta risalita nella massima serie, nella stagione 1940-1941 la Serie A è un bene prezioso per Livorno, che va difeso a qualunque costo. La panca viene riaffidata al magiaro József Viola, coadiuvato da Renato Nigiotti. Nel campionato la squadra gioca bene e diverte i tifosi, dopo aver battuto il Bari alla 18ª giornata si trova in quinta posizione di classifica. Poi arriva un improvviso crollo e l'undici amaranto sprofonda in zona retrocessione. Ci vuole un'impennata di orgoglio per non rovinare tutto, la svolta arriva alla penultima giornata con il (6-1) alla Roma, che permette al Livorno di affrontare serenamente l'ostacolo Torino all'ultima di campionato. Gli amaranto si piazzano in tredicesima posizione con 28 punti. Lo scudetto è stato vinto dal Bologna con 39 punti, seconda l'Ambrosiana-Inter con 35 punti, terzi Milan e Fiorentina con 34 punti.

## Rosa
| N. |                      | Ruolo | Calciatore         |
| -- | -------------------- | ----- | ------------------ |
|    | Italia (bandiera)    | P     | Porthus Silingardi |
|    | Italia (bandiera)    | P     | Rodolfo Agostini   |
|    | Italia (bandiera)    | D     | Fabio Del Bianco   |
|    | Italia (bandiera)    | D     | Raffaele Mancini   |
|    | Italia (bandiera)    | D     | Ambrogio Alfonso   |
|    | Italia (bandiera)    | D     | Pietro Del Buono   |
|    | Italia (bandiera)    | D     | Rodolfo Bonaccorsi |
|    | Italia (bandiera)    | C     | Bruno Rossi        |
|    | Italia (bandiera)    | C     | Renato Tori        |
|    | Italia (bandiera)    | C     | Ostilio Capaccioli |
|    | Argentina (bandiera) | C     | Silvio Bonino      |

| N. |                   | Ruolo | Calciatore        |
| -- | ----------------- | ----- | ----------------- |
|    | Italia (bandiera) | C     | Leonetto Spagnoli |
|    | Italia (bandiera) | C     | Amelio Lami       |
|    | Italia (bandiera) | C     | Giovanni Civili   |
|    | Italia (bandiera) | A     | Mario Stua        |
|    | Italia (bandiera) | A     | Angelo Cattaneo   |
|    | Italia (bandiera) | A     | Mario Zidarich    |
|    | Italia (bandiera) | A     | Vinicio Viani     |
|    | Italia (bandiera) | A     | Sergio Angelini   |
|    | Italia (bandiera) | A     | Pietro Carta      |
|    | Italia (bandiera) | A     | Walter Zironi     |
|    | Italia (bandiera) | A     | Carlo Guarnieri   |

## Risultati

### Serie A

#### Girone di andata
| Arbitro: | Bertolio (Torino) |

|                                     |           |          |
| Fabbri IV 28’ Del Bianco 41’ (aut.) | Marcatori | 15’ Stua |

| Arbitro: | Moretti (Genova) |

|                                        |           |               |
| Cattaneo 52’ Viani II 71’ Zidarich 79’ | Marcatori | 62’ Diotalevi |

| Arbitro: | Mazza (Torre del Greco) |

|             |           |           |
| Begnini 64’ | Marcatori | 58’ Carta |

| Arbitro: | Zelocchi (Modena) |

|              |           |  |
| Viani II 39’ | Marcatori |  |

| Arbitro: | Moretti (Genova) |

|                                                             |           |          |
| Di Benedetti 11’ 86’ Menti II 24’ 86’ (rig.) Valcareggi 39’ | Marcatori | 75’ Stua |

| Arbitro: | Mattea (Torino) |

|                   |           |               |
| Viani II 22’, 87’ | Marcatori | 44’ Vettraino |

| Arbitro: | Biancone (Roma) |

|                 |           |          |
| Lushta 15’, 58’ | Marcatori | 86’ Stua |

| Arbitro: | Scorzoni (Bologna) |

|                         |           |                           |
| Viani II 44’ (rig.) 56’ | Marcatori | 10’, 34’ (rig.) Bertoni I |

| Arbitro: | Carpani (Milano) |

|            |           |                        |
| Quario 43’ | Marcatori | 48’ Zidarich 87’ Carta |

| Arbitro: | Scarpi (Dolo) |

|          |           |                    |
| Stua 36’ | Marcatori | 42’ (aut.) Alfonso |

| Arbitro: | Fois (Roma) |

|                             |           |  |
| Frossi 8’, 37’ Barsanti 49’ | Marcatori |  |

| Arbitro: | Ciamberlini (Genova) |

|                               |           |                   |
| Cattaneo 18’ Ricci 60’ (aut.) | Marcatori | 3’, 42’ Puricelli |

| Arbitro: | Gamba (Napoli) |

|                   |           |                   |
| Angelini 28’, 75’ | Marcatori | 86’ (rig.) Grezar |

| Arbitro: | Ciamberlini (Genova) |

|                           |           |              |
| Pantò 30’, 33’ Amadei 38’ | Marcatori | 74’ Zidarich |

| Arbitro: | Mazza (Torre del Greco) |

|  |           |            |
|  | Marcatori | 45’ Ossola |

#### Girone di ritorno
| Arbitro: | Bertolio (Torino) |

|                                   |           |              |
| Capaccioli 2’ Bonino 30’ Stua 50’ | Marcatori | 31’ Pagliano |

| Arbitro: | Carpani (Milano) |

|                      |           |                       |
| Alberti 11’ Loik 15’ | Marcatori | 28’ Tori 45’ Viani II |

| Arbitro: | Gamba (Napoli) |

|              |           |  |
| Viani II 17’ | Marcatori |  |

| Arbitro: | Forni (Trento) |

|                                                                                           |           |  |
| Del Buono 4’ (aut.) Degli Esposti 48’ Meazza 65’ (rig.) Bonino 67’ (aut.) Cappello IV 68’ | Marcatori |  |

| Arbitro: | Ciamberlini (Genova) |

|              |           |           |
| Angelini 19’ | Marcatori | 33’ Penzo |

| Arbitro: | Moretti (Genova) |

|             |           |  |
| Flamini 85’ | Marcatori |  |

| Arbitro: | Dattilo (Roma) |

|              |           |  |
| Cattaneo 71’ | Marcatori |  |

| Arbitro: | Barlassina (Novara) |

|                            |           |  |
| Miniati 37’, 76’ Conti 38’ | Marcatori |  |

| Arbitro: | Zelocchi (Modena) |

|              |           |            |
| Zidarich 55’ | Marcatori | 84’ Quario |

| Novara 30 marzo 1941 25ª giornata | Novara         | 0 – 0 | Livorno | Stadio del Littorio\| Arbitro: \| Dattilo (Roma) \| |
| Arbitro:                          | Dattilo (Roma) |       |         |                                                     |

| Arbitro: | Dattilo (Roma) |

|              |           |               |
| Cattaneo 63’ | Marcatori | 44’ Rebuzzi I |

| Arbitro: | Barlassina (Novara) |

|                                  |           |  |
| Reguzzoni 10’, 20’ Puricelli 23’ | Marcatori |  |

| Arbitro: | Carpani (Milano) |

|                  |           |             |
| Tagliasacchi 83’ | Marcatori | 2’ Angelini |

| Arbitro: | Scorzoni (Bologna) |

|                                                              |           |            |
| Viani II 12’, 52’ Cattaneo 40’, 55’ Zidarih 48’ Angelini 51’ | Marcatori | 75’ Amadei |

| Arbitro: | Galeati (Bologna) |

|                                                                        |           |                                        |
| Mascheroni 1’ Piacentini 17’ (rig.) Michelini 33’ Petron 57’ Capri 63’ | Marcatori | 72’ (aut.) Baruzzi 89’ (rig.) Viani II |

### Coppa Italia
| Arbitro: | Buratti (Milano) |

|                    |           |  |
| Zironi II 65’, 87’ | Marcatori |  |

| Arbitro: | Saracini (Ancona) |

|                                   |           |         |
| Sdraulig 37’, 119’ Puricelli 115’ | Marcatori | 5’ Stua |

## Statistiche

### Statistiche di squadra
| Competizione | Punti | In casa | In casa | In casa | In casa | In casa | In casa | In trasferta | In trasferta | In trasferta | In trasferta | In trasferta | In trasferta | Totale | Totale | Totale | Totale | Totale | Totale | DR  |
| Competizione | Punti | G       | V       | N       | P       | Gf      | Gs      | G            | V            | N            | P            | Gf           | Gs           | G      | V      | N      | P      | Gf     | Gs     | DR  |
| ------------ | ----- | ------- | ------- | ------- | ------- | ------- | ------- | ------------ | ------------ | ------------ | ------------ | ------------ | ------------ | ------ | ------ | ------ | ------ | ------ | ------ | --- |
| Serie A      | 28    | 15      | 8       | 6       | 1       | 27      | 14      | 15           | 1            | 4            | 10           | 13           | 37           | 30     | 9      | 10     | 11     | 40     | 51     | -11 |
| Coppa Italia |       | 1       | 1       | 0       | 0       | 2       | 0       | 1            | 0            | 0            | 1            | 1            | 3            | 2      | 1      | 0      | 1      | 3      | 3      | 0   |
| Totale       |       | 16      | 9       | 6       | 1       | 29      | 14      | 16           | 1            | 4            | 11           | 14           | 40           | 32     | 10     | 10     | 12     | 43     | 54     | -11 |

### Statistiche dei giocatori
| Giocatore         | Serie A  | Serie A | Coppa Italia | Coppa Italia | Totale   | Totale |
| Giocatore         | Presenze | Reti    | Presenze     | Reti         | Presenze | Reti   |
| ----------------- | -------- | ------- | ------------ | ------------ | -------- | ------ |
| R. Agostini       | 10       | -18     | 2            | -3           | 12       | -21    |
| A. Alfonso        | 15       | 0       | 1            | 0            | 16       | 0      |
| S. Angelini       | 15       | 5       | 2            | 0            | 17       | 5      |
| R. Bonaccorsi (I) | 5        | 0       | -            | -            | 5        | 0      |
| S. Bonino         | 8        | 1       | -            | -            | 8        | 1      |
| O. Capaccioli     | 19       | 1       | 2            | 0            | 21       | 1      |
| P. Carta          | 13       | 3       | -            | -            | 13       | 3      |
| A. Cattaneo       | 29       | 6       | 2            | 0            | 31       | 6      |
| G. Civili         | 1        | 0       | -            | -            | 1        | 0      |
| F. Del Bianco     | 25       | 0       | 2            | 0            | 27       | 0      |
| P. Del Buono      | 14       | 0       | 1            | 0            | 15       | 0      |
| C. Guarnieri      | 1        | 0       | -            | -            | 1        | 0      |
| A. Lami (II)      | 1        | 0       | -            | -            | 1        | 0      |
| R. Mancini        | 19       | 0       | -            | -            | 19       | 0      |
| B. Rossi          | 24       | 0       | 2            | 0            | 26       | 0      |
| P. Silingardi     | 20       | -33     | -            | -            | 20       | -33    |
| L. Spagnoli       | 6        | 0       | 1            | 0            | 7        | 0      |
| M. Stua           | 30       | 5       | 1            | 1            | 31       | 6      |
| R. Tori           | 20       | 1       | 1            | 0            | 21       | 1      |
| V. Viani (II)     | 25       | 11      | 2            | 0            | 27       | 11     |
| M. Zidarich (I)   | 27       | 5       | 2            | 0            | 29       | 5      |
| W. Zironi (II)    | 3        | 0       | 1            | 2            | 4        | 2      |